# Unión Deportiva Granadilla Tenerife
El Club Deportivo Tenerife, abreviado CD Tenerife Femenino , anteriormente llamado Unión Deportiva Tenerife, es un equipo de fútbol femenino perteneciente a la isla de Tenerife que milita en la Primera División. Actualmente realiza sus partidos como local en el Estadio Heliodoro Rodríguez López.

## Historia
Fue en el año 2013 cuando se fundó la U. D. Granadilla Tenerife a manos de Andrés Clavijo y Eduardo Chinea.En sus inicios, el equipo estaba formado mayoritariamente por las futbolistas del C. D. Charco del Pino que recientemente habían disputado el play-off de ascenso a Primera División, quedando eliminadas en Granada. Junto a ellas se unieron varias chicas del U. D. Tacuense, subcampeón de liga, y algunas futbolistas de la provincia de Las Palmas. Una vez estructurado el equipo, la U. D. Granadilla Tenerife Egatesa debutó en la Segunda División del Grupo VI (Subgrupo de Santa Cruz de Tenerife) en la temporada 2013-14 contra el C. F. Moneyba del Hierro en el estadio Francisco Suárez (Granadilla de Abona) imponiéndose con un abultado 15-0. 
En la misma temporada del debut consiguen el campeonato de liga y la copa de Canarias, así como clasificarse a la promoción de ascenso. La primera ronda la superan tras vencer, a doble partido, al F. P. R. El Olivo con un global de 4-0. La segunda y última ronda la pierden frente al Fundación Albacete con un global de 2-3. Al finalizar la campaña el presidente, Andrés Clavijo, consigue que varias empresas aporten financiación al club para poder fichar a varias jugadoras de la primera categoría y poder conseguir el ansiado ascenso.
En la siguiente temporada (2014-15) consiguen ganar de forma consecutiva el campeonato de liga, pero no la copa de Canarias. Sin embargo, consiguen estar en los play-off cuyo primer encuentro será contra el Levante Las Planas, ganando por un resultado global de 6-1. El rival definitivo sería el Real Betis Balompié Féminas, donde en el encuentro a domicilio quedaron 3-1 a favor y en tierras andaluzas 3-3.
Finalmente la U. D. G. Tenerife debutó en Primera División el domingo 6 de septiembre de 2015 frente al campeón de liga, el F. C. Barcelona.
El día 23 de noviembre de 2016 se hizo oficial la creación de un equipo de baloncesto, la U. D. Hotel Médano B. F. El equipo competirá en la primera división autonómica de este deporte, siendo el pabellón del IES El Médano donde se realizarán sus partidos como local. Debutarán ante el C. B. Adareva en El Médano el 27 de noviembre de 2016. La responsable de esta sección será Gloria Rivero en calidad de presidenta y la encargada de entrenar al equipo será Myriam Henningsen.
En las temporadas 2017-18 y 2018-19 consiguió llegar a la cuarta posición de la Liga Iberdrola, el mejor resultado que se ha cosechado hasta el momento en esa división. Tras un ejercicio, el 2019-20, interrumpido por la irrupcion de la pandemia del COVID-19, el club azul y blanco firmaba su mayor cifra de puntos jamás alcanzada, 58, en la campaña 2020-21, en la que incluso se llegó a ocupar el liderato hasta en cuatro ocasiones.
La temporada 2021-22 supuso el quedarse muy cerca de los puestos que daban derecho a disputar competición europea, dentro de una lucha por acceder a la Champions League que estuvo en disputa hasta las últimas jornadas. Derroche de fútbol, ambición y lucha de las guerreras en una campaña para el recuerdo. La siguiente campaña supuso la profesionalización del fútbol femenino español, una aspiración largamente demandada por las futbolistas, y un sexto puesto para las guerreras.
En la campaña 2023-24 se produjo el cambio del club al municipio de Adeje, cambiando la denominación de la primera plantilla, pasando a ser Costa Adeje Tenerife Egatesa, y jugando sus partidos como local en el Municipal de Adeje a partir de la segunda jornada, ante el Real Madrid, concluyendo la campaña en novena posición.
En junio de 2025, se convirtió en la sección femenina del Club Deportivo Tenerife.

## Instalaciones
Hasta el año 2023 la U. D. Tenerife disputó tanto los partidos de local como los entrenamientos en diversas instalaciones del municipio de Granadilla de Abona, como el campo de futbol municipal La Hoya del Pozo, situado en el pueblo costero de El Médano; el campo de fútbol municipal Francisco Suárez en Granadilla de Abona, sede del C. D. Atlético Granadilla, y el campo de fútbol municipal La Palmera en San Isidro, sede del C. D. Raqui San Isidro.
Desde octubre de 2023 hasta junio de 2025, el club desarrolló su actividad en el Municipio de Adeje, disputando sus encuentros en el Municipal de Adeje.
A partir de agosto de 2025, jugará en el Estadio Heliodoro Rodríguez López en Santa Cruz de Tenerife, como parte de la integración del equipo al Club Deportivo Tenerife.

## Filial
El club cuenta con dos filiales en la actualidad: la UD Tenerife El Rosario, que milita actualmente en el Grupo 2 de 2ª RFEF y que llegó a lograr el ascenso a 1ª RFEF, segunda categoría del fútbol femenino nacional, en la temporada 2021-22; y la UD Tenerife El Rosario Egatesa, que compite en el Grupo 6 de 3ª RFEF, del que se proclamó campeón la campaña 2023-24. Ambos equipos entrenan y compiten en la actualidad en el Estadio Maximino Bacallado del municipio de La Esperanza.

## Uniforme
- Local: Camiseta blanca con una franja horizontal azul, pantalones azules y medias blancas.
- Alternativo: Camiseta morada, pantalones blancos y medias moradas.
- Tercero: Camiseta con fondo negro y en medio, la bandera LGBT .

Nota: Las tres equipaciones puede llevar tanto el pantalón blanco como el pantalón azul.

## Proveedores y patrocinadores
| Periodo del acuerdo | Fabricante de la equipación | Patrocinador principal | Patrocinador adicional                                                                   |
| ------------------- | --------------------------- | ---------------------- | ---------------------------------------------------------------------------------------- |
| 2013-14             | Sport Palco                 | Sport Palco            | Ayuntamiento de Granadilla de Abona Binter Canarias                                      |
| 2014-15             |                             |                        | Supermercados Covirán Binter Canarias                                                    |
| 2015-17             | Mercury                     | Egatesa                | Binter Canarias Disfrutas 1991 T-Gas Canaauto Canarias (Consejería de Turismo) Cajasiete |
| 2017-act.           |                             | Egatesa                | Binter Canarias Disfrutas 1991 T-Gas Canaauto Canarias (Consejería de Turismo) Cajasiete |

A lo largo de los años, la Unión Deportiva Granadilla Tenerife Sur ha variado su nombre por motivos de patrocinio:
- En la temporada 2013-14 se denominó U. D. Granadilla Tenerife Sur Sport Palco
- En la temporada 2014-15 varió a U. D. Granadilla Tenerife Sur McDonald's
- A partir de 2015 cambió a U. D. Granadilla Tenerife Egatesa
- En la actual temporada se denomina U.D. Costa Adeje Tenerife Egatesa

## Entrenadores
- Andres Clavijo (2013-14)
- Ainhoa Melendez (2014 - marzo de 2015)[11]
- Antonio "Tony" García Ayala (marzo de 2015 - septiembre de 2018)
- Antonio Gonzalez (Interino) (septiembre de 2018)[12] En sustitución de Tony Ayala por una enfermedad vascular
- Pier Luigi Cherubino (octubre de 2018 - mayo de 2019)[13]
- David Amaral (mayo de 2019 - diciembre de 2019)[14][15]
- Ayoze Díaz (diciembre 2019 - enero de 2020) (interino)[16]
- Francis Díaz (enero de 2020 - junio 2022)[17]
- José Ángel Herrera (julio 2022 -2023 )
- Eder Maestre Eguia (2024-Actual)

## Jugadoras destacadas
- Natalia Ramos Álvarez
- Noelia Ramos Álvarez
- María José Pérez González

## Trayectoria
| Temporada | Liga         | Liga | Liga | Liga | Liga | Liga | Liga | Liga | Liga | Copa de la Reina | Champions League |
| Temporada | Div          | Pos. | J    | G    | E    | P    | GF   | GC   | Pts  | Copa de la Reina | Champions League |
| --------- | ------------ | ---- | ---- | ---- | ---- | ---- | ---- | ---- | ---- | ---------------- | ---------------- |
| 2013-14   | 2.ª División | 1.º  | 22   | 22   | 0    | 0    | 177  | 3    | 66   | -                | -                |
| 2014-15   | 2.ª División | 1.º  | 26   | 24   | 2    | 0    | 219  | 3    | 74   | -                | -                |
| 2015-16   | 1.ª División | 7.º  | 30   | 14   | 5    | 11   | 49   | 45   | 47   | Cuartos          | -                |
| 2016-17   | 1.ª División | 6.º  | 30   | 13   | 7    | 10   | 53   | 41   | 46   | Semifinales      | -                |
| 2017-18   | 1.ª División | 4.º  | 30   | 16   | 6    | 8    | 48   | 33   | 54   | Semifinales      | -                |
| 2018-19   | 1.ª División | 4.º  | 30   | 17   | 3    | 10   | 46   | 40   | 54   | Octavos          | -                |
| 2019-20   | 1.ª División | 9.º  | 21   | 6    | 6    | 9    | 24   | 35   | 24   | Octavos          | -                |
| 2020-21   | 1.ª División |      |      |      |      |      |      |      |      |                  |                  |

Leyenda
|  | Campeón de Liga                       |
|  | *Clasificado para la Copa de la Reina |

- Antes de la temporada 2018-19 el formato de competición de la Copa de la Reina era de clasificación restrictiva, siendo los primeros 8 equipos de la clasificación quienes tenían derecho a jugar el torneo.

## Palmarés

### Campeonatos regionales
- Segunda División - Grupo VI (Subgrupo de Santa Cruz de Tenerife): 2 (2013-14) (2014-15)
- Campeonato de Canarias: 1 (2013-14)

### Torneos amistosos
- Trofeo Teide (3): (2015, 2023, 2024)
- United By Women's Football (1): (2017)[20][21]
- Teresa Herrera (1): (2019)

### Distinciones
- Medalla de Oro de Canarias (1): 2019.[22]

## Datos del club
- Temporadas en la Primera División: 6
  - Mejor puesto: 4.º (2017-18) (2018-19)
  - Peor puesto: 9.º (2019-20)
- Temporadas en la Segunda División: 2
  - Mejor puesto: 1.º (2013-14) (2014-15)
  - Peor puesto: -
- Participaciones en Copa de la Reina: 5 (2016) (2017) (2018) (2019 ) (2020)
- Participaciones internacionales: -
- Promoción a Primera División: 2 (2013-14) (2014-15)

## U. D. G. Tenerife en números
Estos datos corresponden a los partidos de liga.
- Partidos jugados: 189
  - Ganados: 112
  - Empatados: 29
  - Perdidos: 48
- Puntos: 365
- Goles a favor: 616
- Goles en contra: 200
- Mayores goleadas conseguidas:
  - 1.ª División:
    - Como local: U. D. G. Tenerife 8 - 1 Fundación Albacete Femenino → Jornada 21 (Domingo, 12 de marzo de 2017)
    - Como visitante: Club Deportivo Santa Teresa 1 - 4 U. D. G. Tenerife → Jornada 8 (Domingo, 8 de noviembre de 2015); Oviedo Moderno Club de Fútbol Femenino 1 - 4 U. D. G. Tenerife → Jornada 12 (Domingo, 13 de diciembre de 2015)

  - 2.ª División:
    - Como local: U. D. G. Tenerife 19 - 0 U. D. San Antonio Pilar → Jornada 7 (Sábado, 4 de octubre de 2014)
    - Como visitante: Club Atlético Granadilla 0 - 24 U. D. G. Tenerife → Jornada 11 (Domingo, 24 de noviembre de 2013)
- Mayores encajadas conseguidas:
  - 1.ª División:
    - Como local: U. D. G. Tenerife 0 - 5 Fundación Albacete Femenino → Jornada 4 (Domingo, 10 de octubre de 2017)
    - Como visitante: Levante Femenino 6 - 1 U. D. G. Tenerife → Jornada 29 (Domingo, 5 de junio de 2016)

  - 2.ª División:
    - Como local: ND
    - Como visitante: ND